# Josef Haarbeintner
Josef Haarbeintner (* 1765; † 19. Februar 1824 in Landshut) war rechtskundiger Bürgermeister der Stadt Landshut von 1818 bis 1824.

## Leben
Der im Jahr 1765 geborene Haarbeintner war Mitglied des Inneren Rats der Stadt Landshut nach der mittelalterlichen Ratsverfassung, die im Zuge der Verwaltungsreformen in Bayern durch Graf Maximilian von Montgelas aufgehoben wurde. 1805 war er Landshuter Stadtschreiber und 1810 mit der Aufhebung der Bürgermeister- und Stadtschreiber-Ämter Stadtkammer-Verweser. Rechtskundiger Bürgermeister der Stadt Landshut nach der neuen Verfassung des Königreichs Bayern und der Neuordnung der Gemeindeselbstverwaltung war er von 1818 bis zu seinem Tod 1824.